# Thalpophila iberica
Thalpophila iberica är en fjärilsart som beskrevs av Culot. Thalpophila iberica ingår i släktet Thalpophila och familjen nattflyn. Inga underarter finns listade i Catalogue of Life.